# 黑林山区贝尔瑙
黑林山区贝尔瑙是德国巴登-符腾堡州的一个市镇。总面积38.04平方公里，总人口1905人，其中男性946人，女性959人（2011年12月31日），人口密度50人/平方公里。